# EMD SD35
EMD SD35는 6축 디젤 전기 기관차이며 미국 일렉트로 모티브 디젤에서 1964년 6월부터 1966년 1월까지 제작했다. 엔진은 EMD 16-567D3A, 16-실린더이며 힘은 2,500마력이며 브레이크 힘은(1,900 kW)이다. 연로 주입량는 3,000갤런 (11,000L; 2,500imp gal)이다. 이 기관차 모델은 EMD SD28과 공통 프레임을 사용해서 전체 길이가 60 피트 8 1⁄2 인치 (18.504 m)다. 이 기관차는 360대 모두 미국에서 운용했다.

## 이전 소유자
| 철도 회사                          | 대수 | 번호                            | 참고                                           |
| ---------------------------------- | ---- | ------------------------------- | ---------------------------------------------- |
| 애틀랜틱 코스트 라인 철도          | 23   | 1001–1023                       |                                                |
| 발티모어 & 오하이오 철도           | 24   | 7400-7419, 7437-7440            |                                                |
| 조지아 샌트럴 철도                 | 10   | 215-224                         | 하이 후드                                      |
| 뉴저지 중앙 철도                   | 12   | 2501–2512                       | 번호가 CR 6040-6051으로 변경                   |
| 체사피크 및 오하이오 철도          | 14   | 7420-7431, 7425(2nd), 7428(2nd) |                                                |
| 제너럴 모터스 일렉트로 모티브 디젤 | 1    | 7715                            | 번호가 애틀랜틱 코스트 라인 철도 1000으로 변경 |
| 루이빌 및 내슈빌 철도              | 22   | 1200–1221                       |                                                |
| 노퍽 및 웨스턴 철도                | 80   | 1500–1579                       | 하이 후드                                      |
| 펜실베이니아 철도                  | 40   | 6000-6039                       | 번호가 PC 및 CR 6000-6039으로 변경             |
| 서던 철도                          | 100  | 3000-3099                       | 하이 후드                                      |
| 서던 퍼시픽 철도                   | 29   | 4816-4844                       |                                                |
| 웨스턴 메릴랜드 철도               | 5    | 7432-7436                       |                                                |

## 참고 자료
- 핑케핀크, 제리 A. (1973). 《두 번째 디젤 스포터 가이드》. 밀워키, 위스콘신: 칼름바흐 출판. ISBN 978-0-89024-026-7.
- 톰슨, J. 데이비드. EMD SD35 and related models Original Owners. 2006년 8월 27일에 검색